# Соханська Надія Степанівна
Соханська Надія Степанівна (17 лютого (1 березня) 1823 або 1825 — 3 (15 грудня) 1884) — російськомовна письменниця зі Слобожанщини, відома під літературним псевдонімом «Кохановська».

## Біографія
Народилась у сім'ї дрібного поміщика Соханського, який належав до чернігівського дворянства (з козацько-старшинського роду Гетьманщини), на хуторі Веселий (зараз — Білгородська область, Корочанський район). Її мати походила з козацького роду Лохвицьких.
Майже все дитинство Надії Соханської пройшло на хуторі — після ранньої смерті батька сім'я залишилося майже без коштів. Згодом Соханські продали хутір і переселились до Харкова, де Надія була прийнята до інституту благородних дівчат. Постійні фінансові труднощі в сім'ї, нерозуміння з боку однокурсниць зробили ці роки важкими для майбутньої письменниці («я назавжди стала серйозною» — згадувала вона потім). Великий вплив на неї мав вчитель граматики Михайло Іллєнко. Під час навчання вона зустрічалась з Гулаком-Артемовським. Вони спонукали її спробувати свої сили у творчості. Вона почала писати — тоді ще вірші. Закінчивши інститут з відзнакою Соханська, знов через фінансові труднощі, змушена була надовго поселитися на хуторі Макарівка (зараз — Ізюмський район, Харківська область), де прожила більшу частину життя. Від монотонного та безрадісного уїзного повсякдення Надія Соханська шукала порятунку у літературі — саме тоді вона починає писати прозу. Бідність сім'ї та нерозуміння оточуючими її захоплення часто призводило до того, що Соханська змушена була писати на обгортках старих ротних рапортів свого покійного батька-офіцера, бо не мала чистого паперу. Після кількох невдалих спроб надрукуватися, вона надіслала свою повість редактору часопису «Современник» Петру Плетньову, який відразу помітив в ній непересічний талант. Плетньов відповів їй, заохочуючи писати далі та багато років листувався з нею, допомагаючи в контактах з петербургськими видавцями. Проте їх особиста зустріч відбулася лише у 1862. Почавши літературну діяльність, Надія Соханська обрала псевдонім «Кохановська», на честь одного з предків її матері, під яким і стала відома.

## Творчість
Особливостями прози Надії Соханської були емоційна відвертість, психологічна точність, внутрішня релігійність. Героями більшості її творів були звичайні люди — селяни, городяни, дрібне дворянство, життя, почуття та надії яких вона змальовувала з любов'ю та художньою майстерністю. Одним з найсильніших творів Соханської вважається «Автобіографія», де вона проникливо та відверто зобразила життя самотньої студентки з небагатої сім'ї, побут та звички студенток та викладачів. Автобіографія викликала захоплення, крім інших, у Василя Жуковського. Особливо високо оцінювали її творчість слов'янофіли — через релігійність, народність та поетизацію «народного життя» вони вважали її також слов'янофілкою. Водночас представники «західників», віддаючи належне її літературній майстерності, критикували її твори за надмірну, на їх думку, поетизацію сільського, народного життя та майже повну відсутність соціальних тем.
Надія Соханська залишалася небагатою та самотньою все життя. Після того, як кілька часописів слов'янофільського напрямку закрилися, вона майже втратила можливість друкувати щось в столиці, бо її відносини з редакторами інших видань буле гострі вже тоді — через неприйняття письменницею їх критики та розбіжність позицій. Після цього вона пише все менше і менше, замикаючись у собі, займаючись благодійництвом і іншими суспільними справами.

## Пам'ять та забуття
Після смерті Надії Соханської з'явилися кілька споминів, літературних статей про неї, були перевидані її твори. Критики, загалом, високо оцінювали її літературний талант, хоча вказували на те, що він не розвинувся у повну силу. Але після встановлення радянської влади Надію Соханську очікувало майже повне забуття. Етичні та навіть естетичні основи її творчості були надто далекими від вимог «соціалістичної літератури». У літературних довідниках та енциклопедіях радянської доби її ім'я або не згадувалося взагалі, або згадувалося побіжно, як малозначної письменниці, творчість не досліджувалась, твори не перевидавалися. Лише з розпадом комуністичної системи її ім'я знов стало повертатися до літературної історії. Її ім'ям названо центральну бібліотеку в Корочі, біля якої вона народилася.

## Твори
- Автобиография (надрукована у 1896 році)
- Соседи
- Гайка
- После обеда в гостях — 1858
- Кирилла Петров и Настасья Дмитровна — 1862
- Степная барышня сороковых годов
- Любила
- Из провинциальной галереи портретов